# Степанецька сільська рада
Степане́цька сільська́ ра́да — адміністративно-територіальна одиниця та орган місцевого самоврядування в Канівському районі Черкаської області. Адміністративний центр — село Степанці.

## Загальні відомості
- Населення ради: 2 501 особа (станом на 2001 рік)

## Населені пункти
Сільській раді підпорядковані населені пункти:
- с. Степанці
- с. Пилява
- с-ще Степанецьке

## Склад ради
Рада складається з 20 депутатів та голови.
- Голова ради: Ласкава Віра Петрівна

### Керівний склад попередніх скликань
| Прізвище, ім'я, по батькові | Основні відомості                                                  | Дата обрання | Дата звільнення |
| --------------------------- | ------------------------------------------------------------------ | ------------ | --------------- |
| Ласкава Віра Петрівна       | Сільський голова, 1960 року народження, освіта середня спеціальна, | 26.03.2006   | 31.10.2010      |
| Ласкава Віра Петрівна       | Сільський голова, 1960 року народження, освіта середня спеціальна  | 31.10.2010   |                 |

Примітка: таблиця складена за даними сайту Верховної Ради України

### Депутати
За результатами місцевих виборів 2010 року депутатами ради стали:

#### За суб'єктами висування
| Суб'єкт висування | Кількість обраних депутатів | %   |
| ----------------- | --------------------------- | --- |
| Самовисування     | 20                          | 100 |

#### За округами
| № округу | Прізвище, ім'я, по батькові    | Дата визнання обраним | Освіта             | Партійна приналежність | Відомості про обраного депутата                    |
| -------- | ------------------------------ | --------------------- | ------------------ | ---------------------- | -------------------------------------------------- |
| 1        | Бовшик Григорій Миколайович    | 01.11.2010            | середня спеціальна | позапартійний          | Канівська ветеринарна лікарня, фельдшер            |
| 2        | Хоменко Ніна Степанівна        | 01.11.2010            | середня спеціальна | член Партії регіонів   | Степанецький БК, бібліотекар                       |
| 3        | Вовчинська Наталія Миколаївна  | 01.11.2010            | середня спеціальна | член Партії регіонів   | Степанецька сільська рада, секретар                |
| 4        | Ткаліч Ігор Олексійович        | 01.11.2010            | вища               | позапартійний          | АФ «Заповіт Шевченка», механік                     |
| 5        | Колошмай Наталія Миколаївна    | 01.11.2010            | вища               | позапартійна           | Степанецька спеціалізована школа, вчитель          |
| 6        | Ткаченко Віктор Миколайович    | 01.11.2010            | середня спеціальна | член Партії регіонів   | ПП «Канів -граніт», механік                        |
| 7        | Козак Алла Василівна           | 01.11.2010            | середня спеціальна | член Партії регіонів   | Степанецький БК, директор                          |
| 8        | Шарафан Віктор Миколайович     | 01.11.2010            | вища               | позапартійний          | ДНЗ Канівське ВПУ, заступник директора             |
| 9        | Стародуб Лариса Миколаївна     | 01.11.2010            | середня спеціальна | позапартійна           | дошкільний навчальний заклад «Білочка», вихователь |
| 10       | Назаренко Віктор Анатолійович  | 01.11.2010            | середня спеціальна | позапартійний          | АФ «Заповіт Шевченка», керуючий                    |
| 11       | Чупилка Тетяна Вікторівна      | 01.11.2010            | середня спеціальна | позапартійна           | СТОВ «Канівське», бухгалтер                        |
| 12       | Яременко Станіслав Іванович    | 01.11.2010            | вища               | позапартійний          | Степанецька спеціалізована школа, директор         |
| 13       | Чередник Іван Іванович         | 01.11.2010            | середня спеціальна | член Партії регіонів   | Канівська РЕМ, водій                               |
| 14       | Пустовойт Юрій Володимирович   | 01.11.2010            | вища               | член Партії регіонів   | Канівське лісове господарство, лісничий            |
| 15       | Шморкун Олександр Семенович    | 01.11.2010            | вища               | позапартійний          | тимчасово не працює                                |
| 16       | Вороний Андрій Федорович       | 01.11.2010            | середня спеціальна | член Партії регіонів   | ПП «Канів -граніт», механік                        |
| 17       | Петренко Віктор Миколайович    | 01.11.2010            | середня спеціальна | член Партії регіонів   | тимчасово не працює                                |
| 18       | Школьна Любов Петрівна         | 01.11.2010            | середня спеціальна | позапартійна           | Агрокомплекс «Степанецьке», зав.складом            |
| 19       | Чуйков Олександр Миколайович   | 01.11.2010            | середня спеціальна | позапартійний          | ЗАТ «Миронівський хлібопродукт», слюсар            |
| 20       | Трофимчук Олександр Григорович | 01.11.2010            | вища               | позапартійний          | Степанецька спеціалізована школа, вчитель          |